# Gabriel da Silva
Gabriel da Silva (18. září 1987) je brazilský fotbalový obránce, momentálně bez angažmá.

## Fotbalová kariéra
Fotbalovou kariéru zahájil ve slavném brazilském celku Santos FC. V roce 2004 se přesunul do Coritiby a odtud v roce 2005 do Taubaté. V roce 2006 se jeho novým působištěm stala EC Vitória. V roce 2007 si na krátkou dobu zahrál za Clube Atlético Assisense São Paulo, ovšem ještě téhož roku se přesunul do FC Vysočina Jihlava. K 1. květnu 2013 s ním vedení Vysočiny ukončilo smlouvu. V září téhož roku se domluvil na působení ve slovenském týmu DAC 1904 Dunajská Streda. V lednu 2014 se vrátil do Brazílie, kde nastupoval za celek Grêmio Barueri Futebol. Po půl roce se ovšem rozhodl opět k návratu do Evropy, kde jej angažoval chorvatský klub NK Bistra. V Chorvatsku ovšem zůstal rok a následně si na půl roku vyzkoušel druhou nejvyšší americkou ligu, kde nastupoval za Carolinu RailHawks.

## Slavní spoluhráči
Během své kariéry hrál s některými slavnými hráči, jako jsou např. Diego a Rafinha.

## Úspěchy
- FC Vysočina Jihlava
  - postup do Gambrinus ligy (2011/12)